# Maiakî, Tulciîn
Maiakî (în ucraineană Маяки) este un sat în comuna Juravlivka din raionul Tulciîn, regiunea Vinnița, Ucraina.

## Demografie
Componența lingvistică a localității Maiakî
     Ucraineană (97,33%)
     Rusă (2,67%)
Conform recensământului din 2001, majoritatea populației localității Maiakî era vorbitoare de ucraineană (97,33%), existând în minoritate și vorbitori de rusă (2,67%).